# الوفاق الثلاثي
يصف الوفاق الثلاثي (بالإنجليزية: Triple Entente من كلمة entente الفرنسية التي تعني الصداقة والتفاهم والاتفاق) التفاهم غير الرسمي بين الإمبراطورية الروسية والجمهورية الفرنسية الثالثة والمملكة المتحدة لبريطانيا العظمى وأيرلندا. بُني على أساس التحالف الفرنسي الروسي لعام 1894، والوفاق الودي عام 1904 بين باريس ولندن، والوفاق الأنجلو-روسي عام 1907. وشكل الوفاق ثقلًا موازنًا قويًا للتحالف الثلاثي للقيصرية الألمانية والإمبراطورية النمساوية المجرية ومملكة إيطاليا. لم يكن الوفاق الثلاثي، على عكس التحالف الثلاثي أو التحالف الفرنسي الروسي نفسه، تحالفًا للدفاع المشترك.
كانت المعاهدة الفرنسية اليابانية لعام 1907 جزءًا أساسيًا من بناء تحالف إذ أخذت فرنسا زمام المبادرة في إنشاء تحالفات مع اليابان وروسيا و (بشكل غير رسمي) ومع بريطانيا. أرادت اليابان الحصول على قرض في باريس، لذلك جعلت فرنسا القرض مشروطًا باتفاقية روسية يابانية وضمانة يابانية لممتلكات فرنسا الضعيفة استراتيجيًا في الهند الصينية. شجعت بريطانيا التقارب الروسي الياباني. وهكذا بُني تحالف الوفاق الثلاثي الذي خاض الحرب العالمية الأولى.
في بداية الحرب العالمية الأولى عام 1914، دخل أعضاء الوفاق الثلاثي الثلاثة كقوى متحالفة ضد قوى المركز: ألمانيا والإمبراطورية النمساوية المجرية. في 4 سبتمبر 1914، أصدر الوفاق الثلاثي إعلانًا تعهد فيه بعدم إبرام سلام منفصل والمطالبة فقط بشروط السلام المتفق عليها بين الأطراف الثلاثة. يواصل المؤرخون مناقشة أهمية نظام التحالف كأحد أسباب الحرب العالمية الأولى.

## نظام التحالف
خلال الحرب الفرنسية البروسية 1870-1871، هزمت بروسيا وحلفاؤها الإمبراطورية الفرنسية الثانية، ما أدى إلى إنشاء الجمهورية الثالثة. في معاهدة فرانكفورت، أجبرت بروسيا فرنسا على التنازل عن الألزاس واللورين للإمبراطورية الألمانية الجديدة، ما أدى إلى توتر العلاقات اللاحقة. بدأت فرنسا، التي كانت قلقة من التطور العسكري المتصاعد لألمانيا، في بناء صناعاتها الحربية وجيشها لردع العدوان الألماني.
كانت روسيا في السابق عضوًا في عصبة الأباطرة الثلاثة، وتحالف في عام 1873 مع النمسا والمجر وألمانيا. كان التحالف جزءًا من خطة المستشار الألماني أوتو فون بسمارك لعزل فرنسا دبلوماسيًا. كان يخشى أن تؤدي تطلعات فرنسا الانتقامية إلى محاولة استعادة خسائرها في عام 1871 الناجمة عن الحرب الفرنسية البروسية. كما عمل التحالف على معارضة حركات اشتراكية مثل الأممية الأولى، والتي وجدها الحكام المحافظون مقلقة. ومع ذلك، واجهت العصبة صعوبة كبيرة في ظل التوترات المتزايدة بين روسيا والإمبراطورية النمساوية المجرية، خاصة حول البلقان، إذ أدى صعود القومية والانحدار المستمر للدولة العثمانية إلى قيام العديد من المقاطعات العثمانية السابقة بالنضال من أجل الاستقلال. لمواجهة المصالح الروسية والفرنسية في أوروبا، أبرِم التحالف المزدوج بين ألمانيا والإمبراطورية النمساوية المجرية في أكتوبر 1879 ومع إيطاليا في مايو 1882. منع الوضع في البلقان، خاصة في أعقاب الحرب الصربية البلغارية عام 1885 و1878، معاهدة برلين، التي جعلت روسيا تشعر بالخداع بسبب المكاسب التي حققتها في الحرب الروسية التركية 1877/1878، تجديد العصبة في عام 1887. في محاولة لمنع روسيا من التحالف مع فرنسا، وقع بسمارك معاهدة إعادة التأمين السرية. مع روسيا عام 1887. أكدت هذه المعاهدة أن كلا الطرفين سيظل على الحياد في حالة اندلاع الحرب. أدى التقارب المتزايد بين روسيا وفرنسا واستبعاد بسمارك لروسيا من السوق المالية الألمانية في عام 1887 إلى منع تجديد المعاهدة في عام 1890، ما أدى إلى إنهاء التحالف بين ألمانيا وروسيا. بعد الاستقالة القسرية لبسمارك عام 1890، انطلق القيصر فيلهلم الشاب في مساره الإمبريالي في السياسة العالمية لزيادة نفوذ الإمبراطورية في العالم والسيطرة عليها.

## التحالف الفرنسي الروسي
تمتلك روسيا إلى حد بعيد أكبر احتياطي من القوى العاملة بين جميع القوى الأوروبية الست، لكنها كانت أيضًا الأكثر تخلفًا اقتصاديًا. شاركت روسيا فرنسا مخاوفها بشأن ألمانيا.[بحاجة لمصدر] بعد الألمان، طلب العثمانيون المساعدة، وبدأوا مع البريطانيين، بقيادة الأدميرال ليمبوس، في إعادة تنظيم الجيش العثماني، خشيت روسيا أن يسيطروا على الدردنيل، وهو شريان تجاري حيوي يحمل خمسي الصادرات الروسية.
كان هناك أيضًا التنافس الأخير بين روسيا والنمسا والمجر حول مناطق النفوذ في البلقان وبعد عدم تجديد معاهدة إعادة التأمين في عام 1890، شعر القادة الروس بالقلق من العزلة الدبلوماسية للبلاد وانضموا إلى التحالف الفرنسي الروسي في عام 1894.
طورت فرنسا علاقة قوية مع روسيا من خلال التصديق على التحالف الفرنسي الروسي، والذي صُمم لإنشاء مواجهة قوية للتحالف الثلاثي. كانت اهتمامات فرنسا الرئيسية هي الحماية من هجوم من ألمانيا واستعادة الألزاس واللورين.

## الوفاق الودي
في العقد الأخير من القرن التاسع عشر، واصلت بريطانيا سياسة العزلة الرائعة، مع تركيزها الأساسي على الدفاع عن إمبراطوريتها الضخمة في الخارج. ومع ذلك، بحلول أوائل القرن العشرين، زاد التهديد الألماني بشكل كبير، واعتقدت بريطانيا أنها بحاجة إلى حلفاء. قدمت لندن مفاتحات لبرلين لم يُرد عليها، لذا تحولت لندن إلى باريس وسانت بطرسبرغ بدلًا من ذلك.
في عام 1904، وقعت بريطانيا وفرنسا سلسلة من الاتفاقيات، وفاق ودي، تهدف في الغالب إلى حل النزاعات الاستعمارية. أنذر ذلك بنهاية العزلة البريطانية الرائعة. وقعت فرنسا وبريطانيا خمس اتفاقيات منفصلة بشأن مناطق النفوذ في شمال إفريقيا عام 1904، الوفاق الودي. شجعت أزمة طنجة لاحقًا على التعاون بين البلدين من خوفهما المتبادل من التوسع الألماني الواضح.

### السباق البحري مع ألمانيا
رأت بريطانيا، التي كانت تسيطر تقليديًا على البحار، بحلول عام 1909 أن البحرية الألمانية تمثل تهديدًا خطيرًا للبحرية الملكية. كانت بريطانيا متقدمة جدًا من حيث تقنية دريدنوت واستجابت ببرنامج بناء كبير. قاموا ببناء البحرية الملكية التي لا يمكن لألمانيا أن تنافسها. أرسل البريطانيون وزير الحرب اللورد هالدين إلى برلين في فبراير 1912 لتقليل الاحتكاك الناجم عن سباق التسلح البحري الأنجلو-ألماني. كانت المهمة فاشلة لأن الألمان حاولوا ربط عطلة بحرية بوعد بريطاني بالبقاء على الحياد إذا انخرطت ألمانيا في حرب لا يمكن القول فيها إن ألمانيا هي المعتدية. تقول زارا شتاينر: «كان ذلك سيعني التخلي عن نظام الوفاقات بأكمله الذي اعتُني به جيدًا خلال السنوات الست الماضية. لم يكن هناك تنازل ألماني لمواجهة الخوف من العدوان الألماني». بشكل أساسي، احتفظ البريطانيون بالحق في الانضمام إلى أي دولة كانت تهاجم ألمانيا، حتى لو لم تبدأ ألمانيا حربًا تقضي على المحادثات بالفشل. وفقًا للمؤرخ الألماني ديرك بونكر، «من المؤكد أن السباق [البحري] قد تم تحديده مبكرًا؛ فقد تعلم القادة السياسيون والدبلوماسيون أن يضعوه بين قوسين كقضية، ولم يتسبب ذلك في قرار الحرب في عام 1914. لكن المنافسة البحرية ومع ذلك، فقد خلق جوًا من العداء المتبادل وانعدام الثقة، ما حد من مساحة الدبلوماسية السلمية والاعتراف العلني بالمصالح المشتركة، وساعد على تمهيد الطريق الملتوي للحرب في أوروبا».

## الوفاق وحلفائه
الوفاق
- فرنسا
- المملكة المتحدة
- روسيا
- إيطاليا (ابتداء من وسط عام 1915)

الحلفاء
- بلجيكا
- الصين
- اليابان
- صربيا
- الجبل الأسود
- البرتغال (ابتداء من عام 1916)
- رومانيا (ابتداء من عام 1916)
- اليونان (ابتداء من عام 1917)
- سيام (ابتداء من عام 1917)
- النرويج (تحالف محايد)

## وصلات خارجية
- 1914-18 - الوفاق